# Volcán Tláloc (Ciudad de México)
El volcán Tláloc es una eminencia orográfica que se encuentra en la alcaldía Milpa Alta, en el sureste de la Ciudad de México (México). Forma parte de la sierra de Ajusco-Chichinauhtzin, en el Eje Neovolcánico.

## Descripción
El Tláloc se encuentra al sur de la delegación Milpa Alta, dentro del corredor biológico Chichinautzin, que es un área natural protegida que comprende zonas de Morelos y la Ciudad de México. La población más cercana a la cumbre de esta montaña es San Lorenzo Tlacoyucan, que se encuentra a más de ocho kilómetros en línea recta hacia el noreste. El punto más alto del Tláloc se encuentra a 3690 metros sobre el nivel del mar, y a 1450 metros sobre el nivel medio del valle de México. El Tláloc es el punto más alto de Milpa Alta y una de las principales elevaciones de la Ciudad de México.

## Medio ambiente
El volcán Tláloc constituye una importante reserva ecológica para el valle de México. Sus laderas se encuentran cubiertas de bosques de pino, encino y oyamel. En ellos todavía se encuentran algunos mamíferos como el zacatuche (Romerolagus diazi), ardillas, coyotes y otras especies nativas del entorno montañés de Anáhuac. Los pueblos milpaltenses tradicionalmente han explotado recursos como la madera, los hongos comestibles y la fauna para su uso en la vida cotidiana.